# Râu Alb de Sus, Dâmbovița
Râu Alb de Sus este un sat în comuna Râu Alb din județul Dâmbovița, Muntenia, România.
 Acest articol despre o localitate din județul Dâmbovița este deocamdată un ciot. Puteți ajuta Wikipedia prin completarea lui.